# París-Tours 1922
La París-Tours 1922 fue la 17.ª edición de la clásica París-Tours. Se disputó el 30 de abril de 1922 y el vencedor final fue el francés Henri Pélissier, que se impuso en la línea de meta a sus compañeros de fuga Heiri Suter y Robert Jacquinot. 

## Clasificación general[3]
|    | Ciclista          | Equipo | Tiempo     |
| -- | ----------------- | ------ | ---------- |
| 1  | Henri Pélissier   |        | 11h32'00"" |
| 2  | Heiri Suter       |        | m.t.       |
| 3  | Robert Jacquinot  |        | m.t.       |
| 4  | Georges Detreille |        | a 30"      |
| 5  | Jean Brunier      |        | m.t.       |
| 6  | Félix Sellier     |        | m.t.       |
| 7  | Hector Tiberghien |        | m.t.       |
| 8  | Joseph Van Daele  |        | m.t.       |
| 9  | Eugène Christophe |        | m.t.       |
| 10 | Charles Lacquehay |        | m.t.       |